# Intocable (banda)
Intocable es un grupo estadounidense de origen mexicano, de música tejana y norteña, de Zapata, Texas, Estados Unidos, fundado a principios de la década de los 90 por Ricky Muñoz y René Martínez. En pocos años, la banda logró subir a la cima de la música tejana y norteña, con un estilo musical que fusionó la música conjunto de Texas y los ritmos folclóricos de la música norteña, con baladas de letras modernas.el disco X fue una de sus mejores giras en México y Estados Unidos representante en México nieto de Servando Cano π Daniel stephano funciono la giara con  con una marca de cigarros boots en toda la gira dando ganancia altas a SERCA producciones y agrupación  
La gira "10 Intocable" ha sido un gran éxito, con llenos totales y récords de asistencia en varios conciertos. La banda ha logrado conectar con sus fans a través de su música norteña-tejana y un ambiente festivo en sus presentaciones. Se han destacado por la energía en el escenario y la respuesta entusiasta del público. 
Resumen del éxito:
- Récords de asistencia:  La banda ha roto récords de asistencia en eventos como la Feria de Puebla, donde miles de personas acudieron a su concierto, incluso generando caos por la gran demanda.
- Conexión con el público:  Intocable ha logrado crear un ambiente festivo en sus conciertos, donde los asistentes bailan y cantan junto con la agrupación.
- Éxito en listas de popularidad:  La banda ha mantenido su éxito en las listas de regional mexicano, con canciones que han alcanzado los primeros lugares.
- Continuidad del éxito:  A pesar de los cambios en la agrupación, como la salida de Juan, Intocable sigue cosechando éxitos y manteniendo su base de seguidores.
- Presentaciones exitosas:  Han llevado su música a diversas ciudades, presentando su evolución musical y conquistando a diferentes

El 31 de enero de 1999, el grupo sufrió un duro golpe cuando dos miembros, José Ángel Farías y Silvestre Rodríguez, así como el gerente operativo, José Ángel González, murieron en un accidente de tráfico mientras viajaban a Monterrey, México. Muñoz y los demás miembros del grupo sufrieron múltiples lesiones y pasaron varias semanas en un hospital de Monterrey. Sin embargo, tras una ausencia de seis meses, Intocable regresó con éxito con el álbum Contigo, cuyo primer sencillo titulado «El amigo que se fue», fue una canción en homenaje a los miembros fallecidos de la banda.
Recibieron dos premios Grammy –por el álbum Íntimamente (Mejor álbum mexicano-estadounidense en 2005), y Classic (Mejor álbum Norteño en 2011)– y siete nominaciones al premio Grammy, así como y varios premios Latin Grammy, premios Lo Nuestro, Billboard Latinos y premios Billboard Mexicanos.[cita requerida]
Entre sus canciones más populares se incluye:
«¿Y todo para qué?», «Déjame amarte», «El poder de tus manos»,
«¿Dónde estás?», «Enséñame a olvidarte», «Aire», «Te amo (Para siempre)», «Por ella (poco a poco)», «Eres mi droga», «El amigo que se fue», «Dame un besito», «Eso duele», «Alguien te va a hacer llorar», «Sueña», «Perdedor», y «Amor maldito», «Tu soledad y la mía», entre otros.

En los estudios Henson en Los Ángeles se grabó en una sesión de un día dos canciones con el artista Vicentico: «Viento» y «Cobarde». Los dos temas salieron en el disco de Vicentico que lleva por nombre «Último Acto».
Su más reciente éxito es el tema «Culpable fui», el cual los llevó a recaudar más de 23 millones de dólares, algo impensado para cualquier artista. Está cifra sólo fue alcanzada por el rapero Eminem, quien fue presentado en la radio mexicana en octubre de 2014. Pronto ganó el gusto del público y en enero de 2015 logró formar parte de las listas Top Latin Songs - México de monitorLATINO, donde ha logrado mantenerse en los 5 primeros lugares. El 16 de junio de 2015, Conjunto Primavera lanza al mercado su nuevo sencillo «Un desengaño» con la colaboración de Ricky Muñoz, canción que la banda había tenido en su álbum llamado Contigo.

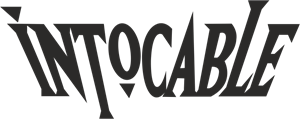
A partir del disco IV (1997), se puede ver su actual logotipo.

En 2020 se subió la canción «Fuertemente», con los músicos en casa (esto a raíz de la pandemia de COVID-19). Así mismo contó con la colaboración de Óscar Iván Treviño, de Duelo.

## Discografía

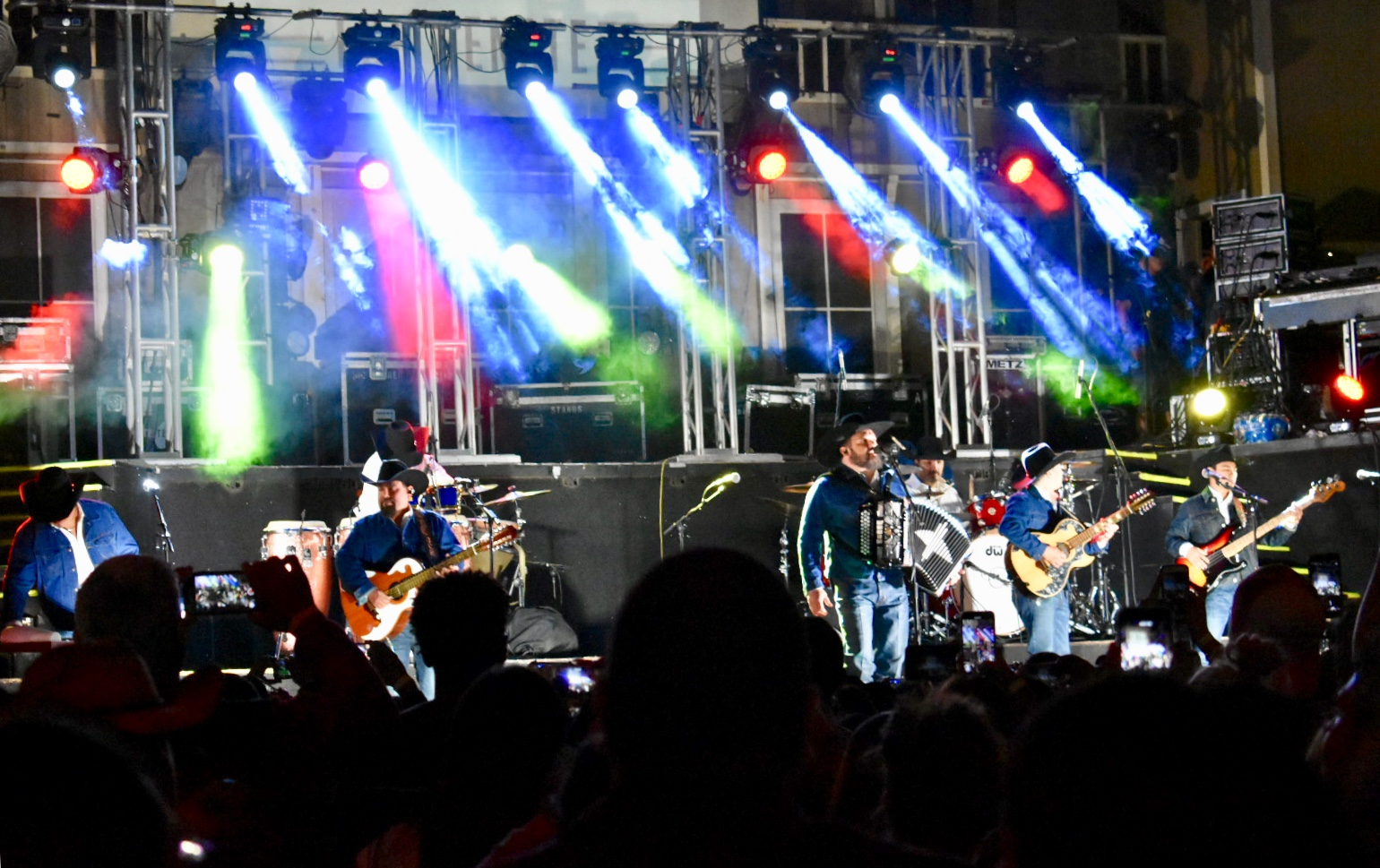
Intocable en concierto (2018).

### Álbumes de estudio
- El Conjunto de Ricky Muñoz  (1990)
- Los Tejanos de Ricky Muñoz (1991)[cita requerida]
- Simplemente... (1993)
- Fuego eterno (1994)
- Otro mundo (1995)
- Llévame contigo (1996)
- IV (1997)
- Intocable (1998)
- Contigo (1999)
- Es para ti (2000)
- Sueños (2002)
- Nuestro Destino Estaba Escrito (2003)
- Íntimamente (2004)
- Diez (dos volúmenes) (2005) (el 22 de mayo, este álbum fue lanzado en España[6])
- Cruce de caminos (2006) también se lanzó la edición Crossroads: "Fan Edition" (2007)
- 2C (2008)
- Classic (2009)
- Intocable súper #1’s (2010)
- Intocable 2011 (2011)
- Intocable deluxe 2011 (2011)
- En peligro de extinción (2013)
- XX aniversario (2015)
- Highway (2016)
- Percepción (2019)
- Desde casa en concierto y canciones desempolvadas (2020)
- Texican (2020)
- Modus Operandi  (2024)
- modus operandi- Antologia   (2024)

### Álbumes en vivo
- Íntimamente (en vivo) (2004)
- XX Aniversario en Vivo (2015)

### Álbumes recopilatorios
- Lo Mejor De Intocable : 12 Super Éxitos (1997)
- 14 Grandes Éxitos (2001)
- Original Masters (2004)
- Grandes Éxitos Carta Blanca (2005)
- Las Mera Buenas  (2012)
- Momentos De Colección (2012)[7]
- Íconos 25 Éxitos (dos volúmenes) (2013)
- Romances (2013)

### Secuelas
- Crossroads Fan Edition (2007)
- Intocable 2011 Deluxe Edition (2013)

### Sencillos
| Año  | Nombre                                                     | Álbum                                 |
| ---- | ---------------------------------------------------------- | ------------------------------------- |
| 2007 | Me faltas tu                                               | Intocable cruce de caminos crossroads |
| 2008 | intocable live                                             | Intocable 2c                          |
| 2010 | No puedo volver                                            | Intocable super#1s                    |
| 2010 | Muerto En vida (voy a odiarte)                             | Intocable super#1s                    |
| 2010 | Robarte un beso                                            | Intocable 2011                        |
| 2011 | Prometi                                                    | Intocable 2011                        |
| 2011 | Te Aguante remix                                           | Intocable 2011                        |
| 2011 | Robarte un beso remix                                      | Intocable 2011                        |
| 2011 | Arrepientete                                               | Intocable 2011                        |
| 2011 | Jurame remix                                               | Intocable IV                          |
| 2014 | culpable fui (culpable soy)                                | Intocable xx 20 Aniversario           |
| 1997 | Donde Estás                                                | Intocable IV                          |
| 1997 | Vivir Sin Ellas                                            | Intocable IV                          |
| 1998 | Perdedor                                                   | Intocable                             |
| 1998 | Amor Maldito                                               | Intocable                             |
| 1999 | El Amigo Que Se Fue                                        | Contigo                               |
| 1999 | Soñador Eterno                                             | Contigo                               |
| 2000 | Enseñame A Olvidarte                                       | Es Para Ti                            |
| 2000 | Déjame Amarte                                              | Es Para Ti                            |
| 2003 | Soy Un Novato                                              | Nuestro Destino Estaba Escrito        |
| 2005 | Aire                                                       | Diez                                  |
| 2005 | Contra Viento Y Marea                                      | Diez                                  |
| 2006 | Por Ella (Poco A Poco)                                     | Crossroads : Cruce De Caminos         |
| 2006 | Te Lo Juro                                                 | Crossroads : Cruce De Caminos         |
| 2006 | Vuelve Mi Amor                                             | Crossroads : Cruce De Caminos         |
| 2006 | Bastó                                                      | Crossroads : Cruce De Caminos         |
| 2006 | Dame Un Beso                                               | Crossroads : Cruce De Caminos         |
| 2006 | Lo Que Callas                                              | Crossroads : Cruce De Caminos         |
| 2007 | Me Faltas Tú                                               | Crossroads Fan Edition                |
| 2008 | Llévame En Tu Viaje                                        | 2C                                    |
| 2008 | Tu Adiós No Mata                                           | 2C                                    |
| 2009 | Hay Ojitos                                                 | Clásico                               |
| 2009 | Estamos En Algo                                            | Clásico                               |
| 2010 | Mojado ft. Ricardo Arjona                                  | Super #1'S                            |
| 2010 | No Puedo Volver                                            | Super #1'S                            |
| 2010 | Muerto En Vida (Voy A Odiarte)                             | Super #1'S                            |
| 2011 | Prometí                                                    | Intocable 2011                        |
| 2011 | Robarte Un Beso                                            | Intocable 2011                        |
| 2012 | Te Amo (Para Siempre)                                      | En Peligro De Extinción               |
| 2013 | Arrepientete Remix                                         | Intocable 2011 Deluxe Edition         |
| 2013 | Te Aguanté Remix                                           | Intocable 2011 Deluxe Edition         |
| 2013 | Robarte Un Beso Remix                                      | Intocable 2011 Deluxe Edition         |
| 2013 | Jurame Remix                                               | Intocable 2011 Deluxe Edition         |
| 2014 | Culpable Fui (Culpable Soy) - En Vivo Desde Laredo Tx 2014 | XX 20 Aniversario En Vivo             |
| 2014 | Coqueta - En Vivo Desde Laredo Tx 2014                     | XX 20 Aniversario En Vivo             |
| 2014 | Y Todo Para Qué - En Vivo Desde Laredo Tx 2014             | XX 20 Aniversario En Vivo             |
| 2014 | Sueña - En Vivo Desde Laredo Tx 2014                       | XX 20 Aniversario En Vivo             |
| 2014 | Robarte Un Beso - En Vivo Desde Laredo Tx 2014             | XX 20 Aniversario En Vivo             |
| 2015 | Aire - En Vivo Desde Laredo Tx 2014                        | XX 20 Aniversario En Vivo             |
| 2015 | Nos Faltó Hablar - En Vivo Desde Laredo Tx 2014            | XX 20 Aniversario                     |
| 2015 | Cajita de Cartón - En vivo Desde Laredo tx 2014            | XX 20 Aniversario                     |

## Miembros de la agrupación

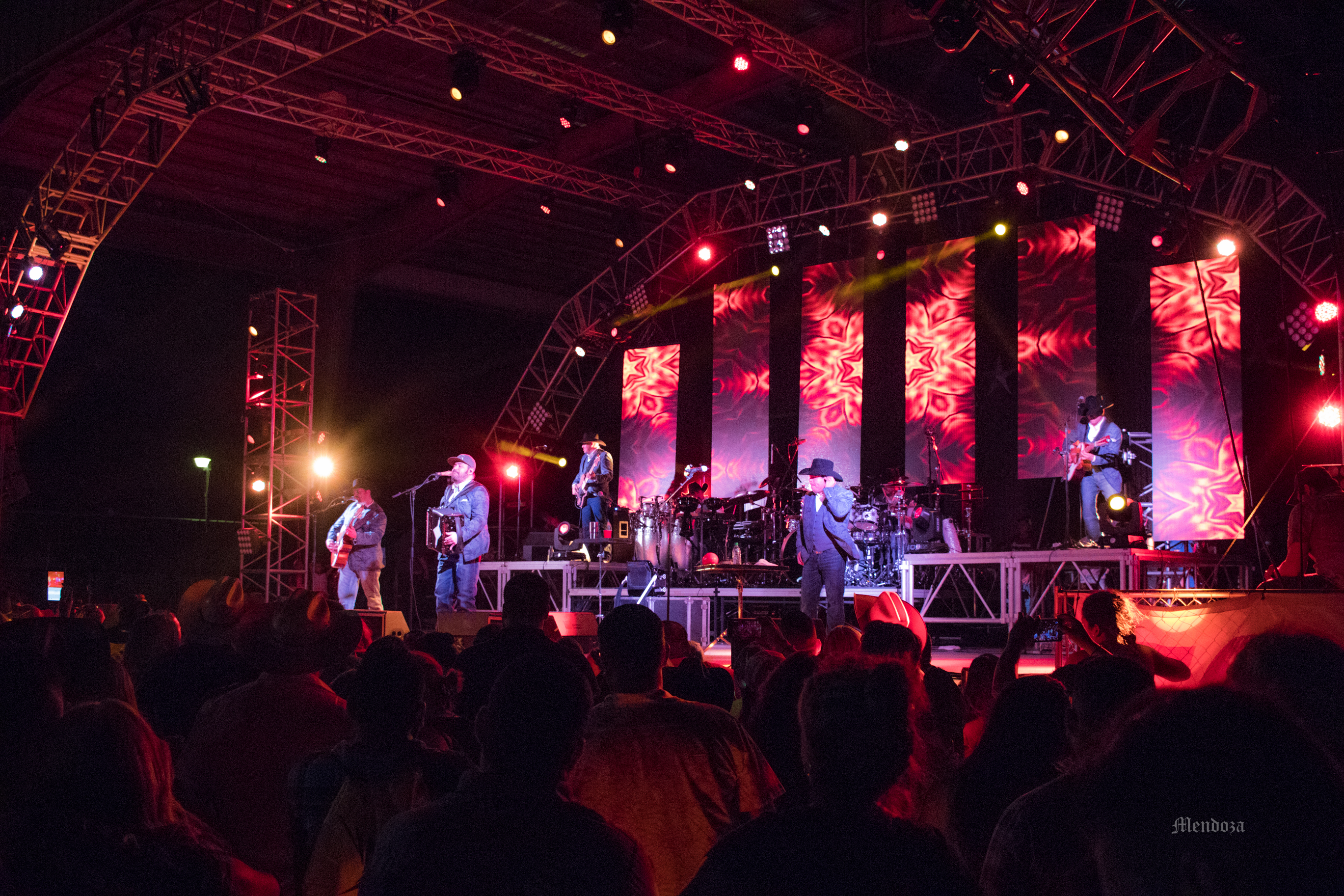
Intocable en Laredo, 3 de julio de 2016.

### Miembros actuales
- Ricardo Javier Muñoz (vocalista, acordeón y primera voz)
- René Orlando Martínez (batería, coros)
- Sergio Serna (percusiones)
- Johnny Lee Rosas (bajo sexto y segunda voz)
- Alejandro Gulmar (bajo sexto)
- Félix Salinas (bajo eléctrico).

### Exmiembros
- José Ángel Farías (animador y ritmos) 1995 - 1999 (†)
- Silvestre Rodríguez (bajo eléctrico) 1997 - 1999 (†)
- José Ángel González (gerente operativo) 1993 - 1999 (†)
- Juan J. Serna (bajo) 1993-1995
- Albert Ramírez (bajo eléctrico) 1996 - 1997 y enero - noviembre de 2015
- Daniel Sánchez (Bajo quinto Bajo sexto y tercera  voz) 1997 - 2007 / 2009 - 2012 / 2016 - 2017
- José Juan Hernández (animación y ritmos) (1999-2020)

## Premios

### Premios Grammy
| Año  | Obra nominada | Premio                              | Resultado | Ref.  |
| ---- | ------------- | ----------------------------------- | --------- | ----- |
| 2005 | Íntimamente   | Mejor álbum mexicano-estadounidense | Ganador   | [ 8 ] |
| 2011 | Clásico       | Mejor álbum norteño                 | Ganador   | [ 9 ] |

### Grammy latino
| Año  | Obra nominada           | Premio                          | Resultado | Referencia |
| ---- | ----------------------- | ------------------------------- | --------- | ---------- |
| 2005 | Diez                    | Mejor álbum norteño             | Ganador   | [ 10 ]     |
| 2005 | «Aire»                  | Mejor canción regional mexicana | Ganador   | [ 10 ]     |
| 2013 | En peligro de extinción | Mejor álbum norteño             | Ganador   |            |
| 2019 | Percepción              | Mejor álbum norteño             | Ganador   | [ 11 ]     |

### PremiosLo Nuestro
| Año  | Obra nominada                  | Premio                                             | Resultado | Año    |
| ---- | ------------------------------ | -------------------------------------------------- | --------- | ------ |
| 2004 | Banda Intocable                | Mejor actuación norteño - Música regional mexicana | Ganador   |        |
| 2005 | Íntimamente                    | Álbum del año - Música regional mexicana           | Ganador   |        |
| 2005 | Banda Intocable                | Artista norteño del año - Música regional mexicana | Ganador   |        |
| 2006 | Diez                           | Álbum del año - Música regional mexicana           | Ganador   |        |
| 2006 | «Aire»                         | Canción del año - Música regional mexicana         | Ganador   |        |
| 2006 | Banda Intocable                | Grupo u dúo del año - Música regional mexicana     | Ganador   |        |
| 2006 | Banda Intocable                | Artista norteño del año - Música regional mexicana | Ganador   |        |
| 2007 | Banda Intocable                | Artista norteño del año - Música regional mexicana | Ganador   |        |
| 2007 | Banda Intocable                | Grupo u dúo del año - Música regional mexicana     | Ganador   |        |
| 2007 | Banda Intocable                | Grupo u dúo del año - Música regional mexicana     | Ganador   |        |
| 2007 | «Alguien te va a hacer llorar» | Canción del año - Música regional mexicana         | Ganador   |        |
| 2008 | Crossroads: Cruce de caminos   | Álbum del año - Música regional mexicana           | Ganador   |        |
| 2008 | Banda Intocable                | Artista norteño del año - Música regional mexicana | Ganador   |        |
| 2008 | Banda Intocable                | Grupo u dúo del año - Música regional mexicana     | Ganador   |        |
| 2009 | Banda Intocable                | Artista norteño del año - Música regional mexicana | Ganador   |        |
| 2010 | Banda Intocable                | Artista norteño del año - Música regional mexicana | Ganador   |        |
| 2012 | Intocable 2011                 | Álbum del año - Música regional mexicana           | Ganador   | [ 12 ] |
| 2012 | Banda Intocable                | Artista norteño del año - Música regional mexicana | Ganador   | [ 12 ] |
| 2012 | Banda Intocable                | Grupo u dúo del año - Música regional mexicana     | Ganador   | [ 12 ] |
| 2014 | En peligro de extinción        | Álbum del año - Música regional mexicana           | Ganador   | [ 13 ] |